# Gilberto Gil
Gilberto Passos Gil Moreira (født 26. juni 1942) bedre kendt som  Gilberto Gil er en brasiliansk musiker (komponist, sanger og guitarist). 
Desuden var han kulturminister i Brasilien fra 2003 til 2008. 
Sammen med Caetano Veloso, er Gil en af de vigtigste repræsentanter for musikgenrerne samba, tropicalisme og Música Popular Brasileira. 
Mange af Gils sangtekster har et samfundskritisk indhold og hans politiske engagement var formodentlig årsag til at det brasilianske militærdiktatur fængslede ham i 1969. Under arrestationen og fængslingen blev der dog hverken rejst sigtelse eller givet nogen forklaring fra militærpolitiets side. Han blev senere løsladt under betingelse af at han forlod Brasilien. Gilberto gik derfor i eksil i London og vendte først tilbage til sit hjemland i 1972.